# Epidesma oceola
Epidesma oceola là một loài bướm đêm thuộc phân họ Arctiinae, họ Erebidae.